# Capelinhos
Capelinhos és un volcà que es considera actiu situat a l'oest de l'illa de Faial a l'arxipèlag de les Açores (Portugal). Els anys 1957-58 va fer una erupció que va crear noves terres a l'illa, zona que actualment té un aspecte que recorda la lluna. Hi ha un museu de referència i punter tecnològicament que fa referència als volcans.